# یوشینوگاوا، توکوشیما
یوشینوگاوا در استان توکوشیما در کشور ژاپن واقع شده‌است  که دارای جمعیت ۴۴٬۹۰۵ نفر و مساحت ۱۴۴٫۱۹ کیلومتر مربع با تراکم جمعیت ۳۱۱  نفر در کیلومترمربع است و در تاریخ ۱ اکتبر ۲۰۰۴ به عنوان شهر شناخته شد.